# Волиера
Волиера (от френски: volier – летя) е голямо заграждение за затваряне на птици или голяма клетка, обикновено с височина на човешки ръст и повече.
За разлика от клетките за птици, волиерите позволяват на птиците по-голямо жизнено пространство, където могат да летят, и често съдържат растения и храсти, за да симулират естествена среда. Могат да бъдат вътрешни (в ъгъла на стая или на тераса) и външни (в двор или самостоятелно ограждение).

## Видове
Големи волиери често се срещат в зоологическите градини. Понякога в тях може да се влиза и посетителите да се разхождат, както в парковете за птици „Джуронг“ в Сингапур или „Едуард Юд“ в Хонг Конг. Питсбърг е дом на Националната волиера на САЩ, може би най-известният пример в Северна Америка за волиера, която не е разположена в зоологическа градина. Най-старата обществена волиера в Северна Америка, която не е разположена в зоопарк, е волиерата „Хамилтън“ се намира в Хамилтън, Онтарио, Канада. Някои по-малки волиери често могат да бъдат намерени в европейски градини на имения, като Уадсдън Мейнър, Обединеното кралство, и Версай, Франция. Някои обществени аквариуми имат волиери за водни птици, например аквариумите в Нюпорт и Монтерей в САЩ.
Домашните волиери са популярни сред някои любители на птици, които имат достатъчно пространство за тях. Подходящи са за отглеждане на смесени ята от различни видове птици или на видове, които живеят в общества (напр. папагалчета). Удобни са и за отглеждане на по-едри птици като сойки, дроздове, косове, скорци и др. Домашните волиери могат да бъдат построени от собственика или закупени в търговската мрежа.
Има 2 основни подкатегории домашни волиери: заземени и окачени. Заземените волиери са прикрепени към земята с бетонна основа, за да се предотврати навлизането на плъхове и други паразити. Окачените волиери са окачени във въздуха, като само „краката“ на волиерите са прикрепени към земята, съответно няма нужда от защитна основа. Повечето заземени волиери обикновено имат дървена или PVC рамка, за разлика от металната рамка на обществените волиери; обаче не е необичайно окачените волиери да имат метална рамка. Волиери се използват и за изследователски цели в орнитологични институти. 

## История
Волиера, голяма клетка за настаняване и показване на птици, за първи път е описана от Ернан Кортес при пристигането му в ацтекския град Теночтитлан през 1521 г., като вероятно датира по-рано от 1500-те години. „Гарвановата клетка“ (създадена през 1829 г.) се счита за една от най-старите структури в Лондонския зоопарк.

## Галерия
- Клетката на полетите; зоопарк в Сейнт Луис, 1904 г.
- Волиерата „Сноудън“ в Лондонския зоопарк
- Волиера за разходки в парка за птици „Джуронг“ в Сингапур
- Волиера в градините на двореца „Шьонбрун“ във Виена, Австрия
- Волиера във ферма в Конкорецо, Италия
- Викторианска волиера в Уейдсдън Мейнър, Бъкингамшир, 1889 г.